# Vinița
Vinița sau Vinnița, Vinnica (în ucraineană: Вінниця, în rusă Винница) este un oraș în partea central-vestică a Ucrainei, situat de-a lungul râului Bugul de Sud. Este centrul administrativ al regiunii Vinița și capitala regiunii istorice Podolia și un important nod feroviar. Populația sa a fost 387.050 de locuitori în 2024. Denumirea orașului Vinița provine de la cuvântul slav vechi «вѣно» = cadou sau zestre pentru mireasa, sau de la «винокурня» = distilerie de vin sau de spirt. A fost menționată pentru prima dată în 1363 ca o cetate aparținând prințului Marele duce Olgierd (Algirdas) al Lituaniei. Vinița a fost adesea invadată de către tătari iar mai târziu a fost inclusă în Polonia și apoi, în 1793, în Rusia. Vinița a fost un oraș comercial în secolul al 16-lea, iar mai târziu, a devenit un important centru administrativ regional. Un impuls important pentru dezvoltarea accelerată a Viniței a fost construirea în 1870 a căii ferate care legă Kievul de Odesa. În 1937-1938 NKVD-ului, o poliție secretă a Uniunii Sovietice, a executat mai mult de 9400 de cetățeni ai orașului în masacrul de la Vinița. În a doua jumătate a secolului 20, Vinița a devenit un important centru industrial (construcție de utilaje agricole, aparate electronice, industria de îngrășăminte, materiale de construcții, textilă, confecții, a lemnului, alimentară). Orașul are numeroase instituții de învățământ, mai multe teatre și muzee, precum și o serie de monumente istorice. 

## Demografie
Componența lingvistică a orașului Vinnîțea
     Ucraineană (84,73%)
     Rusă (14,36%)
     Alte limbi (0,14%)
Conform recensământului din 2001, majoritatea populației orașului Vinița era vorbitoare de ucraineană (84,73%), existând în minoritate și vorbitori de rusă (14,36%).
|           | 1926 | 1939 | 1959 | 1989 | 2001 |
| --------- | ---- | ---- | ---- | ---- | ---- |
| Ucraineni | 41,5 | 49,2 | 60,2 | 77,4 | 87,2 |
| Ruși      | 13,8 | 10,6 | 22,1 | 16,4 | 10,2 |
| Evrei     | 37,8 | 35,6 | 13,6 | 4,1  | 0,5  |
| Polonezi  | 4.3  | 3,0  | 2,0  | 0,7  | 0,5  |

## Istorie
Marele Ducat al Lituaniei 1363–1569

 Uniunea statală polono-lituaniană 1569–1672

 Imperiul Otoman 1672–1699

 Uniunea statală polono-lituaniană 1699–1793

 Imperiul Rus 1793–1917

 RSS Ucraineană 1920–1922

 Uniunea Sovietică 1922–1991

 Ucraina 1991–prezent 

## Personalități născute aici
- Nathan Altman (1889 - 1970), pictor;
- Matvei Bronștein (1906 - 1938), fizician;
- Volodîmîr Hroisman (n. 1978), politician, fost premier al Ucrainei.